# Türkei beim Eurovision Song Contest
Teilnehmende Rundfunkanstalt

Erste Teilnahme
1975
Bisher letzte Teilnahme
2012
Anzahl der Teilnahmen
34 (Stand 2012)
Höchste Platzierung
1 (2003)
Höchste Punktzahl
195 (2004)
Niedrigste Punktzahl
0 (1983, 1987)
Punkteschnitt (seit erstem Beitrag)
60,09 (Stand 2012)
Punkteschnitt pro abstimmendem Land im 12-Punkte-System
2,33 (Stand 2012)
Dieser Artikel befasst sich mit der Geschichte der Türkei als Teilnehmer am Eurovision Song Contest.

## Regelmäßigkeit der Teilnahme und Erfolge im Wettbewerb

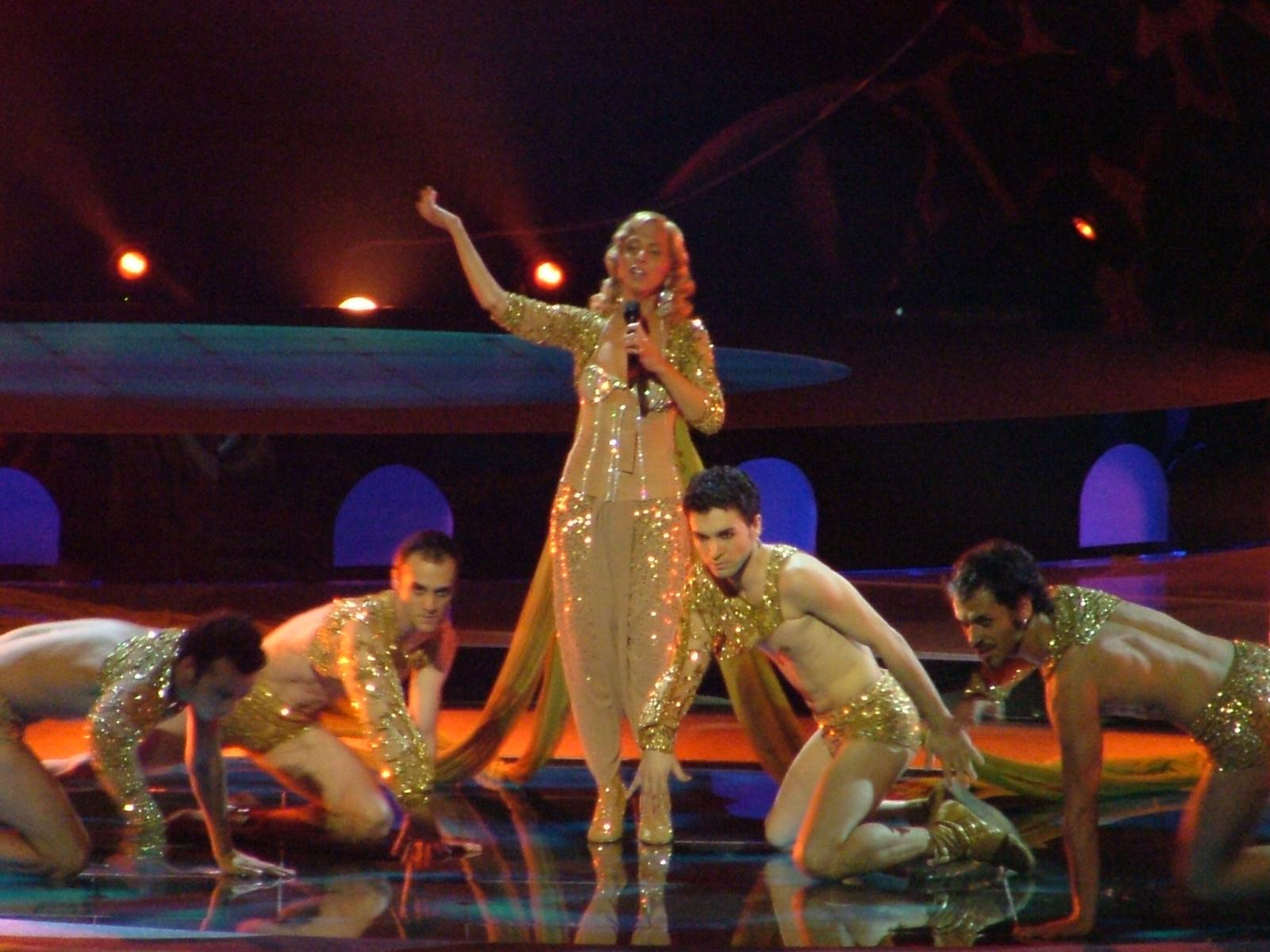
Sertab Erener, hier 2004 bei der Eröffnung, ist bisher die einzige türkische Interpretin, die den Wettbewerb gewinnen konnte

Die Türkei nahm erstmals 1975 am Eurovision Song Contest teil. Nachdem das Land beim Debüt allerdings wenig erfolgreich gewesen war und den letzten Platz belegt hatte, zog es sich von 1976 bis 1977 vom Wettbewerb zurück. 1978 kehrte das Land dann zwar zum Wettbewerb zurück, konnte hier aber auch nur den drittletzten Platz erreichen. 1979 sollte die Türkei eigentlich am Song Contest in Israel teilnehmen, allerdings zog sich das Land kurz vor dem Start des Wettbewerbs zurück. Der Druck aus den arabischen Ländern aufgrund des Austragungsortes Israel war zu groß. So kehrte das Land erst 1980 zum Song Contest zurück und nahm ab dann regelmäßig teil.
Ab 1980 war das Land trotzdem weiterhin wenig erfolgreich. So wurde 1980 nur Platz 15 von 19 erreicht, während 1981 wieder nur der drittletzte Platz erreicht wurde. 1983 wurde die Türkei sogar Letzter und erhielt keinen einzigen Punkt. 1984 hingegen belegte der türkische Beitrag Platz 12 von 19, was eine durchschnittliche Platzierung darstellte. Auch 1985 wurde mit Platz 14 von 19 ein eher durchschnittliches Ergebnis erreicht. 1986 gab es dann den ersten Erfolg zu verbuchen. So erreichte die Band Klips ve Onlar mit Platz 9 zum ersten Mal einen Platz unter den besten Zehn für die Türkei. Dieser Erfolg hielt allerdings nicht lange an. 1987 erreichte der türkische Beitrag erneut den letzten Platz und erhielt ebenso wieder keine Punkte. 1988 wurde dann mit Platz 15 von 21 wieder ein durchschnittliches Ergebnis erreicht. 1989 erreichte Grup Pan allerdings nur einen vorletzten Platz. Auch 1990 lief es mit Platz 17 von 22 wieder nur auf ein eher durchschnittliches Ergebnis hinaus. Erst 1991 wurde mit Platz 12 von 22 wieder ein besseres durchschnittliches Ergebnis eingefahren. 1992 hingegen wurde mit Platz 19 von 22 wieder nur ein Rang in der unteren Tabellenhälfte erreicht, ebenso 1993 mit Platz 21 von 25. Da die Türkei es 1993 nicht unter die besten 20 geschafft hat, erhielt das Land 1994 keine Starterlaubnis und musste dementsprechend aussetzen. Erst 1995 durfte das Land wieder teilnehmen.
Aber auch bei der Rückkehr wurde mit Platz 16 von 23 wieder nur ein durchschnittliches Ergebnis eingefahren. Auch die Sängerin Şebnem Paker konnte 1996 nur Platz 12 von 23 erreichen. 1997 nahm Şebnem Paker erneut teil, dieses Mal allerdings mit der Gruppe Grup Etnic. Zusammen erreichten sie mit Platz 3 und 121 Punkten das bis dahin mit Abstand beste Ergebnis für die Türkei beim Song Contest. 1998 und 1999 konnten an diesen Erfolg allerdings nicht anknüpfen. So wurde 1998 nur Platz 14 von 25 erreicht und 1999 nur Platz 16 von 23. Erst ab der Jahrtausendwende lief es für das Land deutlich besser. So erreichte die Türkei im Jahr 2000 Platz 10 und damit erst die dritte Platzierung unter den besten Zehn im Finale. 2001 wurde mit Platz 11 eine weitere Platzierung unter den besten Zehn knapp verpasst. 2002 hingegen wurde mit Platz 16 von 24 das Ergebnis von 1999 wiederholt. 2003 schickte die Türkei dann die zum ersten Mal intern ausgewählte Sertab Erener mit dem Lied Everyway That I Can. Mit diesem erreichte die Türkei den ersten Sieg in ihrer Geschichte beim Eurovision Song Contest und holte mit 167 Punkten einen neuen Punkterekord für das Land. Auch 2004 war die Teilnahme in eigenem Land ein voller Erfolg. So erreichte die Band Athena Platz 4 im Finale und holte mit 195 Punkten die bis heute höchste Punktzahl für das Land beim Wettbewerb. Erst 2005 gab es wieder nur ein durchschnittliches Ergebnis mit Platz 13 von 24. 2006 verpasste Sibel Tüzün mit Platz 11 knapp eine Platzierung unter den besten Zehn. 2007 erreichte Kenan Doğulu dann Platz 4 und wiederholte damit das Ergebnis von 2004, nachdem er bereits Platz 3 im Halbfinale erreichte. Auch 2008 war die Türkei sehr erfolgreich und erreichte Platz 7. 2009 konnte Hadise dann erneut Platz 4 erreichen, was das dritte Mal in fünf Jahren darstellt, dass die Türkei Platz 4 erreicht. Bereits im Halbfinale war Hadise schließlich erfolgreich und erreichte dort Platz 2. 2010 war dann sogar noch erfolgreicher als 2009. So gewann die Gruppe maNga das Halbfinale 2010 und erreichte im Finale Platz 2. Erst 2011 kam der erste Dämpfer für das Land beim Song Contest.
So erreichte die Band Yüksek Sadakat 2011 nur Platz 13 von 19 im Halbfinale und verpasste damit erstmals das Finale. Damit verlor die Türkei in dem Jahr den Status, sich bei jeder Teilnahme für das Finale qualifiziert zu haben. Trotz dieses Misserfolges nahm das Land auch 2012 teil. Hier war es dann wieder erfolgreich und holte mit Platz 7 eine weitere Platzierung unter den besten Zehn. 2013 zog sich die Türkei vom Wettbewerb zurück. Als konkreter Grund wurde das Abstimmungsverfahren sowie die Big-Five-Regelung bemängelt. Vor allem seit dem Gewinn von Conchita Wurst im Jahr 2014 will die Türkei dem Wettbewerb fernbleiben. Trotz der Bestätigung einer für 2016 geplanten Rückkehr Anfang 2015 teilte der türkische Sender TRT Ende 2015 mit, dass die vom Sender geforderten Änderungen nicht eingetreten seien (bezüglich Big-Five-Regelung und Juryvoting), demzufolge kehrte die Türkei auch 2016 nicht zurück. Auch 2017 und 2018 nahm das Land nicht teil. Am 4. August 2018 schloss der Intendant des türkischen Fernsehens, İbrahim Eren, eine Rückkehr zum Eurovision Song Contest weiterhin aus. Als Gründe nannte er weiterhin das Abstimmungsverfahren und den Auftritt Conchitas 2014.
Insgesamt landeten 13 von den 34 Beiträge in der linken Tabellenhälfte. Dazu verpasste die Türkei erst einmal das Finale, erreichte aber schon dreimal den letzten Platz, davon zweimal ohne Punkte. Trotzdem konnte das Land schon einmal den Wettbewerb gewinnen, wurde einmal Zweiter und erreichte einmal Platz drei. Somit gehört die Türkei zu den durchschnittlich erfolgreichen Ländern im Wettbewerb.

## Liste der Beiträge
Farblegende:
– 1. Platz. 
– 2. Platz. 
– 3. Platz. 
– Punktgleichheit mit dem letzten Platz.
– ausgeschieden im Halbfinale/in der Qualifikation/im osteuropäischen Vorentscheid.
– keine Teilnahme/nicht qualifiziert.
| Jahr      | Interpret                                  | Titel Musik (M) und Text (T)                                             | Sprache                  | Übersetzung                           | Finale                                                                         | Finale                                                                         | Halbfinale/ Qualifikation                                                      | Halbfinale/ Qualifikation                                                      | Nationaler Vorentscheid         |
| Jahr      | Interpret                                  | Titel Musik (M) und Text (T)                                             | Sprache                  | Übersetzung                           | Platz                                                                          | Punkte                                                                         | Platz                                                                          | Punkte                                                                         | Nationaler Vorentscheid         |
| --------- | ------------------------------------------ | ------------------------------------------------------------------------ | ------------------------ | ------------------------------------- | ------------------------------------------------------------------------------ | ------------------------------------------------------------------------------ | ------------------------------------------------------------------------------ | ------------------------------------------------------------------------------ | ------------------------------- |
| 1975      | Semiha Yankı                               | Seninle bir dakika M: Kemal Ebcioğlu; T: Münir Ebcioğlu                  | Türkisch                 | Eine Minute mit dir                   | 19 / 19                                                                        | 3                                                                              | Kein Halbfinale stattgefunden                                                  | Kein Halbfinale stattgefunden                                                  | Nationaler Vorentscheid         |
| 1976 1977 | Auf Teilnahme verzichtet                   | Auf Teilnahme verzichtet                                                 | Auf Teilnahme verzichtet | Auf Teilnahme verzichtet              | Auf Teilnahme verzichtet                                                       | Auf Teilnahme verzichtet                                                       | Auf Teilnahme verzichtet                                                       | Auf Teilnahme verzichtet                                                       | Auf Teilnahme verzichtet        |
| 1978      | Nilüfer & Nazar                            | Sevince M: Dağhan Baydur; T: Hulki Aktunç                                | Türkisch                 | Wenn jemand liebt                     | 18 / 20                                                                        | 2                                                                              | Kein Halbfinale stattgefunden                                                  | Kein Halbfinale stattgefunden                                                  | Nationaler Vorentscheid         |
| 1979      | Maria Rita Epik & 21. Peron                | Seviyorum M/T: Maria Rita Epik                                           | Türkisch                 | Ich liebe                             | Teilnahme zurückgezogen Druck der arab. Welt wegen des Austragungsortes Israel | Teilnahme zurückgezogen Druck der arab. Welt wegen des Austragungsortes Israel | Teilnahme zurückgezogen Druck der arab. Welt wegen des Austragungsortes Israel | Teilnahme zurückgezogen Druck der arab. Welt wegen des Austragungsortes Israel | Nationaler Vorentscheid         |
| 1980      | Ajda Pekkan                                | Petr’oil M: Atilla Özdemiroğlu; T: Şanar Yurdatapan                      | Türkisch                 | Öl                                    | 15 / 19                                                                        | 23                                                                             | Kein Halbfinale stattgefunden                                                  | Kein Halbfinale stattgefunden                                                  | Nationaler Vorentscheid         |
| 1981      | Modern Folk Trio & Ayşegül Aldinç          | Dönme dolap M/T: Ali Kocatepe                                            | Türkisch                 | Das Karussell                         | 18 / 20                                                                        | 9                                                                              | Kein Halbfinale stattgefunden                                                  | Kein Halbfinale stattgefunden                                                  | Nationaler Vorentscheid         |
| 1982      | Neco                                       | Hani? M: Olcayto Ahmet Tuğsuz; T: Faik Tuğsuz                            | Türkisch                 | Wo?                                   | 15 / 18                                                                        | 20                                                                             | Kein Halbfinale stattgefunden                                                  | Kein Halbfinale stattgefunden                                                  | Nationaler Vorentscheid         |
| 1983      | Çetin Alp & The Short Waves                | Opera M: Buğra Uğur; T: Aysel Gürel                                      | Türkisch                 | Oper                                  | 19 / 19                                                                        | 0                                                                              | Kein Halbfinale stattgefunden                                                  | Kein Halbfinale stattgefunden                                                  | Nationaler Vorentscheid         |
| 1984      | Beş Yıl Önce, On Yıl Sonra                 | Halay M: Selçuk Başar; T: Ülkü Aker                                      | Türkisch                 | –                                     | 12 / 19                                                                        | 37                                                                             | Kein Halbfinale stattgefunden                                                  | Kein Halbfinale stattgefunden                                                  | Nationaler Vorentscheid         |
| 1985      | MFÖ                                        | Aşık oldum (Didai didai dai) M/T: Mazhar Alanson, Özkan Uğur, Fuat Güner | Türkisch                 | Ich verliebte mich                    | 14 / 19                                                                        | 36                                                                             | Kein Halbfinale stattgefunden                                                  | Kein Halbfinale stattgefunden                                                  | Nationaler Vorentscheid         |
| 1986      | Klips ve Onlar                             | Halley M: Melih Kibar; T: İlhan İrem                                     | Türkisch a               | –                                     | 9 / 20                                                                         | 53                                                                             | Kein Halbfinale stattgefunden                                                  | Kein Halbfinale stattgefunden                                                  | Nationaler Vorentscheid         |
| 1987      | Seyyal Taner & Lokomotif                   | Şarkım sevgi üstüne M/T: Olcayto Ahmet Tuğsuz                            | Türkisch                 | Mein Lied handelt von Liebe           | 22 / 22                                                                        | 0                                                                              | Kein Halbfinale stattgefunden                                                  | Kein Halbfinale stattgefunden                                                  | Nationaler Vorentscheid         |
| 1988      | MFÖ                                        | Sufi M: Mazhar Alanson, Fuat Güner, Özkan Uğur; T: Mazhar Alanson        | Türkisch                 | -                                     | 15 / 21                                                                        | 37                                                                             | Kein Halbfinale stattgefunden                                                  | Kein Halbfinale stattgefunden                                                  | Nationaler Vorentscheid         |
| 1989      | Grup Pan                                   | Bana bana M/T: Timur Selçuk                                              | Türkisch                 | Zu mir, zu mir                        | 21 / 22                                                                        | 5                                                                              | Kein Halbfinale stattgefunden                                                  | Kein Halbfinale stattgefunden                                                  | Nationaler Vorentscheid         |
| 1990      | Kayahan & Demet Sağıroğlu                  | Gözlerinin hapsindeyim M/T: Kayahan                                      | Türkisch                 | Gefangener in deinen Augen            | 17 / 22                                                                        | 21                                                                             | Kein Halbfinale stattgefunden                                                  | Kein Halbfinale stattgefunden                                                  | Nationaler Vorentscheid         |
| 1991      | İzel Çeliköz, Reyhan Karaca & Can Uğurluer | İki dakika M: Şevket Uğurluer; T: Aysel Gürel                            | Türkisch                 | Zwei Minuten                          | 12 / 22                                                                        | 44                                                                             | Kein Halbfinale stattgefunden                                                  | Kein Halbfinale stattgefunden                                                  | Nationaler Vorentscheid         |
| 1992      | Aylin Vatankoş                             | Yaz bitti M: Aldoğan Şimşekyay; T: Aylin Uçanlar                         | Türkisch                 | Der Sommer ist vorbei                 | 19 / 23                                                                        | 17                                                                             | Kein Halbfinale stattgefunden                                                  | Kein Halbfinale stattgefunden                                                  | Nationaler Vorentscheid         |
| 1993      | Burak Aydos                                | Esmer yarım M/T: Burak Aydos                                             | Türkisch                 | Meine hübsche Brünette                | 21 / 25                                                                        | 10                                                                             | Kein Halbfinale stattgefunden                                                  | Kein Halbfinale stattgefunden                                                  | Nationaler Vorentscheid         |
| 1994      | Nicht qualifiziert                         | Nicht qualifiziert                                                       | Nicht qualifiziert       | Nicht qualifiziert                    | Nicht qualifiziert                                                             | Nicht qualifiziert                                                             | Nicht qualifiziert                                                             | Nicht qualifiziert                                                             | Nicht qualifiziert              |
| 1995      | Arzu Ece                                   | Sev M: Melih Kibar; T: Zeynep Talu Kurşuncu                              | Türkisch                 | Liebe                                 | 16 / 23                                                                        | 21                                                                             | Direkt für das Finale qualifiziert                                             | Direkt für das Finale qualifiziert                                             | Nationaler Vorentscheid         |
| 1996      | Şebnem Paker                               | Beşinci mevsim M: Levent Çoker; T: Dr. Selma Çuhacı                      | Türkisch                 | Die fünfte Jahreszeit                 | 12 / 23                                                                        | 57                                                                             | 7 / 29                                                                         | 69                                                                             | Nationaler Vorentscheid         |
| 1997      | Şebnem Paker & Grup Etnic                  | Dinle M: Levent Çoker; T: Mehtap Alnıtemiz                               | Türkisch                 | Hör zu                                | 3 / 25                                                                         | 121                                                                            | Direkt für das Finale qualifiziert                                             | Direkt für das Finale qualifiziert                                             | Nationaler Vorentscheid         |
| 1998      | Tüzmen                                     | Unutamazsın M: Erdinç Tunç; T: Canan Tunç                                | Türkisch                 | Du kannst nicht vergessen             | 14 / 25                                                                        | 25                                                                             | Direkt für das Finale qualifiziert                                             | Direkt für das Finale qualifiziert                                             | Nationaler Vorentscheid         |
| 1999      | Tuğba Önal & Grup Mistik                   | Dön artık M: Erdinç Tunç; T: Canan Tunç                                  | Türkisch                 | Komm zurück                           | 16 / 23                                                                        | 21                                                                             | Direkt für das Finale qualifiziert                                             | Direkt für das Finale qualifiziert                                             | Eurovision Şarkı Yarışması 1999 |
| 2000      | Pınar Ayhan & the SOS                      | Yorgunum anla M: Sühan Ayhan; T: Pınar Ayhan, Orkun Yazgan               | Türkisch, Englisch       | Verstehe, dass ich müde bin           | 10 / 24                                                                        | 59                                                                             | Direkt für das Finale qualifiziert                                             | Direkt für das Finale qualifiziert                                             | Nationaler Vorentscheid         |
| 2001      | Sedat Yüce                                 | Sevgiliye son M: Semih Güneri; T: Nurdan Güneri, Figen Çakmak            | Türkisch, Englisch       | Das Ende der Liebe                    | 11 / 23                                                                        | 41                                                                             | Direkt für das Finale qualifiziert                                             | Direkt für das Finale qualifiziert                                             | Eurovision Şarkı Yarışması 2001 |
| 2002      | Buket Bengisu & Grup Safir                 | Leylaklar soldu kalbinde M: Fani Hodara; T: Sami Hodara, Figen Çakmak    | Türkisch, Englisch       | Der Flieder verwelkt in deinem Herzen | 16 / 24                                                                        | 29                                                                             | Direkt für das Finale qualifiziert                                             | Direkt für das Finale qualifiziert                                             | Eurovision Şarkı Yarışması 2002 |
| 2003      | Sertab Erener                              | Everyway That I Can M: Sertab Erener, Demir Demirkan; T: Demir Demirkan  | Englisch                 | In jeder nur möglichen Weise          | 1 / 26                                                                         | 167                                                                            | Direkt für das Finale qualifiziert                                             | Direkt für das Finale qualifiziert                                             | interne Auswahl                 |
| 2004      | Athena                                     | For Real M/T: Gökhan Özoğuz, Hakan Özoğuz                                | Englisch                 | Wirklich                              | 4 / 24                                                                         | 195                                                                            | Direkt für das Finale qualifiziert                                             | Direkt für das Finale qualifiziert                                             | Eurovision Şarkı Yarışması 2004 |
| 2005      | Gülseren & Shaman                          | Rimi rimi ley M: Erdinç Tunç; T: Göksan Arman                            | Türkisch                 | -                                     | 13 / 24                                                                        | 92                                                                             | Direkt für das Finale qualifiziert                                             | Direkt für das Finale qualifiziert                                             | Eurovision Şarkı Yarışması 2005 |
| 2006      | Sibel Tüzün                                | Süper Star M/T: Sibel Tüzün                                              | Englisch, Türkisch       | Superstar                             | 11 / 24                                                                        | 91                                                                             | 8 / 23                                                                         | 91                                                                             | interne Auswahl                 |
| 2007      | Kenan Doğulu                               | Shake It Up Şekerim M/T: Kenan Doğulu                                    | Englisch, Türkisch       | Schüttel es, Liebling                 | 4 / 24                                                                         | 163                                                                            | 3 / 28                                                                         | 197                                                                            | interne Auswahl                 |
| 2008      | Mor ve Ötesi                               | Deli M/T: Mor ve Ötesi                                                   | Türkisch                 | Verrückt                              | 7 / 25                                                                         | 138                                                                            | 7 / 19                                                                         | 85                                                                             | interne Auswahl                 |
| 2009      | Hadise                                     | Düm tek tek M/T: Sinan Akçıl, Hadise Açıkgöz, Stefan Fernande            | Englisch, Türkisch       | Düm Tek Tek (Verliebt in dich)        | 4 / 25                                                                         | 177                                                                            | 2 / 18                                                                         | 172                                                                            | interne Auswahl                 |
| 2010      | maNga                                      | We Could Be the Same M/T: Ferman Akgül                                   | Englisch                 | Wir könnten gleich sein               | 2 / 25                                                                         | 170                                                                            | 1 / 17                                                                         | 118                                                                            | interne Auswahl                 |
| 2011      | Yüksek Sadakat                             | Live It Up M/T: Kutlu Özmakinaci                                         | Englisch                 | Leb’ auf großem Fuß                   | Ausgeschieden                                                                  | Ausgeschieden                                                                  | 13 / 19                                                                        | 47                                                                             | interne Auswahl                 |
| 2012      | Can Bonomo                                 | Love Me Back M/T: Can Bonomo                                             | Englisch                 | Erwidere meine Liebe                  | 7 / 26                                                                         | 112                                                                            | 5 / 18                                                                         | 80                                                                             | interne Auswahl                 |
| seit 2013 | Auf Teilnahme verzichtet                   | Auf Teilnahme verzichtet                                                 | Auf Teilnahme verzichtet | Auf Teilnahme verzichtet              | Auf Teilnahme verzichtet                                                       | Auf Teilnahme verzichtet                                                       | Auf Teilnahme verzichtet                                                       | Auf Teilnahme verzichtet                                                       | Auf Teilnahme verzichtet        |

## Ausgetragene Wettbewerbe
| Jahr | Stadt    | Austragungsort    | Moderation                    |
| ---- | -------- | ----------------- | ----------------------------- |
| 2004 | Istanbul | Abdi İpekçi Arena | Meltem Cumbul und Korhan Abay |

## Nationale Vorentscheide
Die Türkei hielt bis 2002 stets Vorentscheide ab, entschied sich 2003 aber für eine interne Auswahl. Während 2004 und 2005 noch Vorentscheidungen stattfanden, wurden von 2006 bis 2012 alle Beiträge intern ausgewählt.

## Sprachen
Aufgrund der im Debütjahr der Türkei eingeführten Sprachregel sang das Land stets auf Türkisch. Der erste Beitrag, der teilweise auf Englisch gesungen wurde, war Yorgunum anla im Jahr 2000. 2001, 2002, und 2006 wurde ebenfalls ein Mix angewandt. 2003, 2004, 2007 und seit 2009 wurde nur auf Englisch gesungen, die einzigen vollkommen türkischsprachigen Beiträge wurden 2005 und 2008 gesungen.

## Punktevergabe
Folgende Länder erhielten die meisten Punkte von oder vergaben die meisten Punkte an die Türkei (Stand: 2012):
| Die meisten im Finale vergebenen Punkte | Die meisten im Finale vergebenen Punkte | Die meisten im Finale vergebenen Punkte |
| Platz                                   | Land                                    | Punkte                                  |
| --------------------------------------- | --------------------------------------- | --------------------------------------- |
| 1                                       | Bosnien und Herzegowina                 | 129                                     |
| 2                                       | Vereinigtes Königreich                  | 126                                     |
| 3                                       | Irland                                  | 119                                     |
| 4                                       | Spanien                                 | 118                                     |
| 5                                       | Deutschland                             | 086                                     |

| Die meisten im Finale erhaltenen Punkte | Die meisten im Finale erhaltenen Punkte | Die meisten im Finale erhaltenen Punkte |
| Platz                                   | Land                                    | Punkte                                  |
| --------------------------------------- | --------------------------------------- | --------------------------------------- |
| 1                                       | Deutschland                             | 170                                     |
| 2                                       | Frankreich                              | 151                                     |
| 3                                       | Niederlande                             | 132                                     |
| 4                                       | Belgien                                 | 108                                     |
| 5                                       | Schweiz                                 | 104                                     |

| Die meisten insgesamt vergebenen Punkte | Die meisten insgesamt vergebenen Punkte | Die meisten insgesamt vergebenen Punkte |
| Platz                                   | Land                                    | Punkte                                  |
| --------------------------------------- | --------------------------------------- | --------------------------------------- |
| 1                                       | Bosnien und Herzegowina                 | 175                                     |
| 2                                       | Vereinigtes Königreich                  | 126                                     |
| 3                                       | Irland                                  | 124                                     |
| 4                                       | Spanien                                 | 118                                     |
| 5                                       | Schweden                                | 097                                     |

| Die meisten insgesamt erhaltenen Punkte | Die meisten insgesamt erhaltenen Punkte | Die meisten insgesamt erhaltenen Punkte |
| Platz                                   | Land                                    | Punkte                                  |
| --------------------------------------- | --------------------------------------- | --------------------------------------- |
| 1                                       | Deutschland                             | 208                                     |
| 2                                       | Frankreich                              | 190                                     |
| 3                                       | Niederlande                             | 168                                     |
| 4                                       | Schweiz                                 | 154                                     |
| 5                                       | Vereinigtes Königreich                  | 143                                     |

### Vergaben der Höchstwertung
Seit 1975 vergab die Türkei die Höchstpunktzahl an 19 verschiedene Länder, davon fünfmal an Aserbaidschan. Im Halbfinale dagegen vergab die Türkei die Höchstpunktzahl an sechs verschiedene Länder, davon dreimal an Bosnien & Herzegowina.
| Höchstwertung (Finale) | Höchstwertung (Finale)   | Höchstwertung (Finale)   |
| Jahr                   | Land                     | Platz (Finale)           |
| ---------------------- | ------------------------ | ------------------------ |
| 1975                   | Portugal                 | 16                       |
| 1976 1977              | Auf Teilnahme verzichtet | Auf Teilnahme verzichtet |
| 1978                   | Israel                   | 1                        |
| 1979                   | Teilnahme zurückgezogen  | Teilnahme zurückgezogen  |
| 1980                   | Niederlande              | 5                        |
| 1981                   | Deutschland              | 2                        |
| 1982                   | Deutschland              | 1                        |
| 1983                   | Jugoslawien              | 4                        |
| 1984                   | Spanien                  | 3                        |
| 1985                   | Spanien                  | 15                       |
| 1986                   | Belgien                  | 1                        |
| 1987                   | Jugoslawien              | 4                        |
| 1988                   | Vereinigtes Königreich   | 2                        |
| 1989                   | Jugoslawien              | 1                        |
| 1990                   | Jugoslawien              | 7                        |
| 1991                   | Israel                   | 3                        |
| 1992                   | Irland                   | 1                        |
| 1993                   | Bosnien und Herzegowina  | 16                       |
| 1994                   | Nicht qualifiziert       | Nicht qualifiziert       |
| 1995                   | Norwegen                 | 1                        |
| 1996                   | Irland                   | 1                        |
| 1997                   | Malta                    | 9                        |
| 1998                   | Vereinigtes Königreich   | 2                        |
| 1999                   | Deutschland              | 3                        |
| 2000                   | Schweden                 | 7                        |
| 2001                   | Estland                  | 1                        |
| 2002                   | Österreich               | 18                       |
| 2003                   | Bosnien und Herzegowina  | 16                       |
| 2004                   | Ukraine                  | 1                        |
| 2005                   | Griechenland             | 1                        |
| 2006                   | Bosnien und Herzegowina  | 3                        |
| 2007                   | Armenien                 | 8                        |
| 2008                   | Aserbaidschan            | 8                        |
| 2009                   | Aserbaidschan            | 3                        |
| 2010                   | Aserbaidschan            | 5                        |
| 2011                   | Aserbaidschan            | 1                        |
| 2012                   | Aserbaidschan            | 4                        |
| seit 2013              | Auf Teilnahme verzichtet | Auf Teilnahme verzichtet |

| Höchstwertung (Halbfinale) | Höchstwertung (Halbfinale) | Höchstwertung (Halbfinale) |
| Jahr                       | Land                       | Platz (Halbfinale)         |
| -------------------------- | -------------------------- | -------------------------- |
| 2004                       | Griechenland               | 3                          |
| 2005                       | Moldau                     | 2                          |
| 2006                       | Bosnien und Herzegowina    | 2                          |
| 2007                       | Bulgarien                  | 6                          |
| 2008                       | Ukraine                    | 1                          |
| 2009                       | Bosnien und Herzegowina    | 3                          |
| 2010                       | Aserbaidschan              | 2                          |
| 2011                       | Aserbaidschan              | 2                          |
| 2012                       | Bosnien und Herzegowina    | 6                          |
| seit 2013                  | Auf Teilnahme verzichtet   | Auf Teilnahme verzichtet   |

## Verschiedenes
- Seit 2008, dem Jahr der ersten Teilnahme von Aserbaidschan, bekam die Türkei immer zwölf Punkte von Aserbaidschan, so auch 2011 im Halbfinale, als die Türkei schon dort ausschied. Die Türkei gab seit 2008 auch immer zwölf Punkte an Aserbaidschan.
- 2013 wurde mit dem Türkvizyon Song Contest ein eigener Wettbewerb für Turkvölker entworfen, der im Dezember 2013 in Eskişehir zum ersten Mal stattfand.

## Impressionen

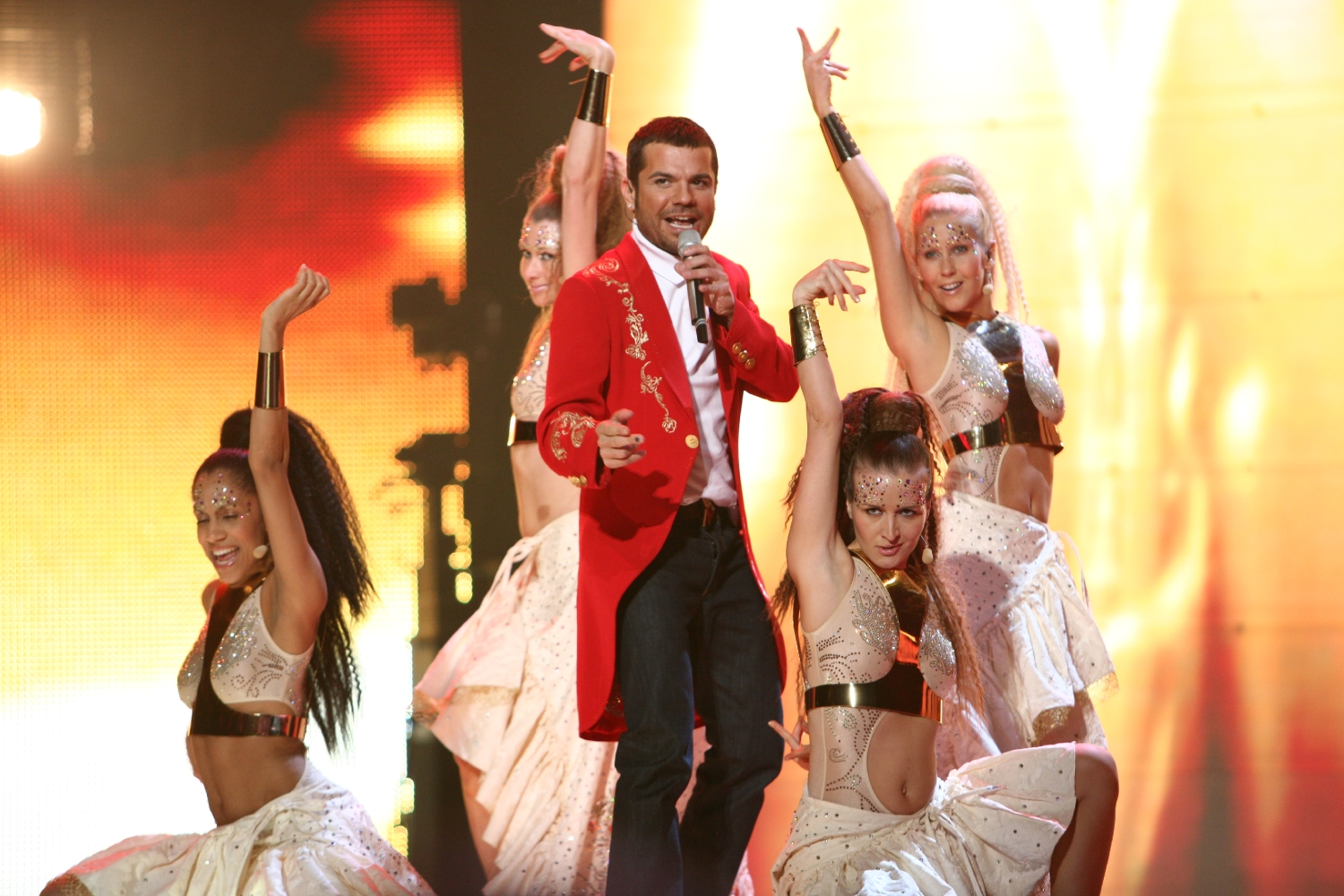
Kenan Doğulu 2007
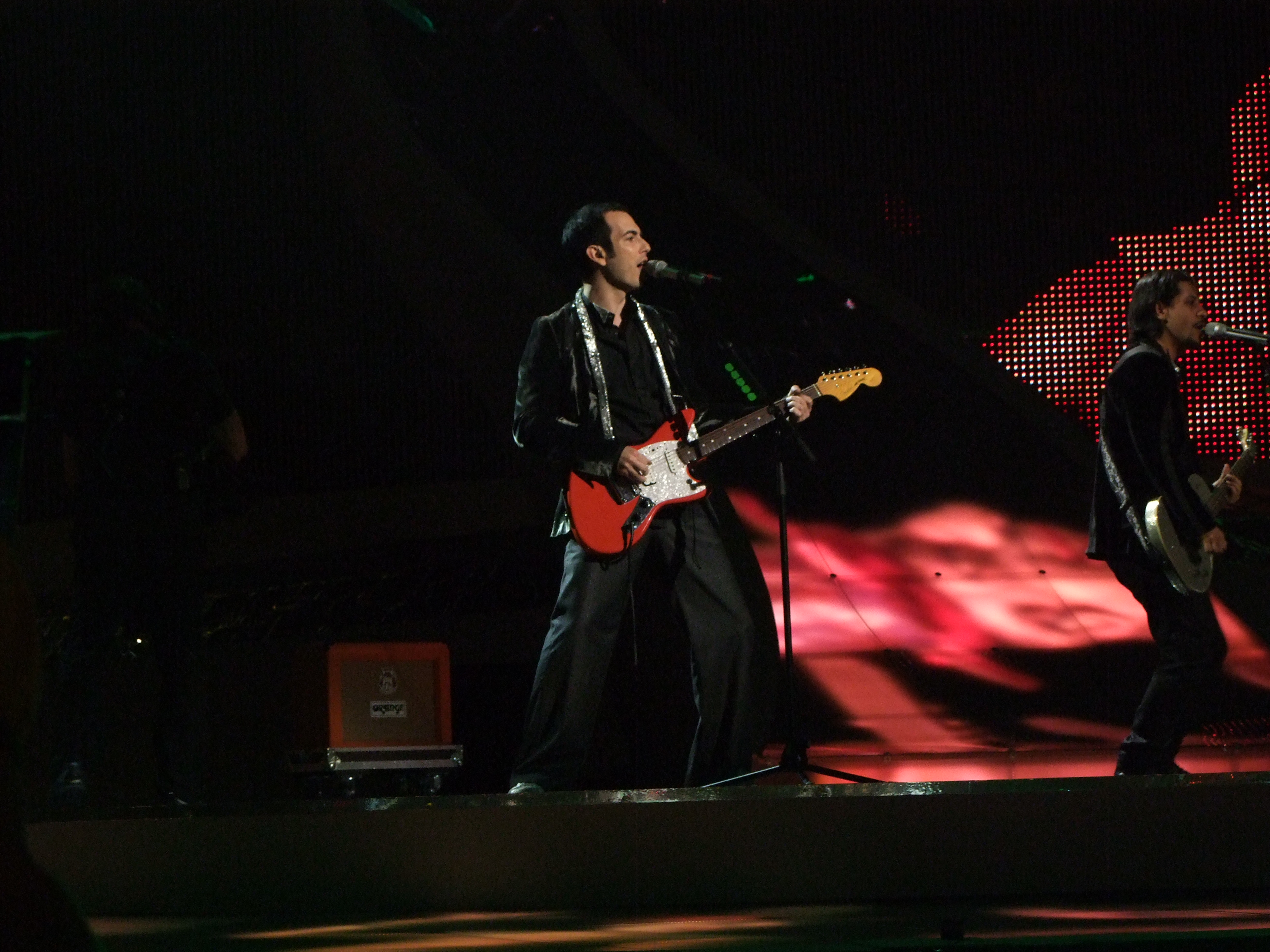
Mor ve Ötesi 2008
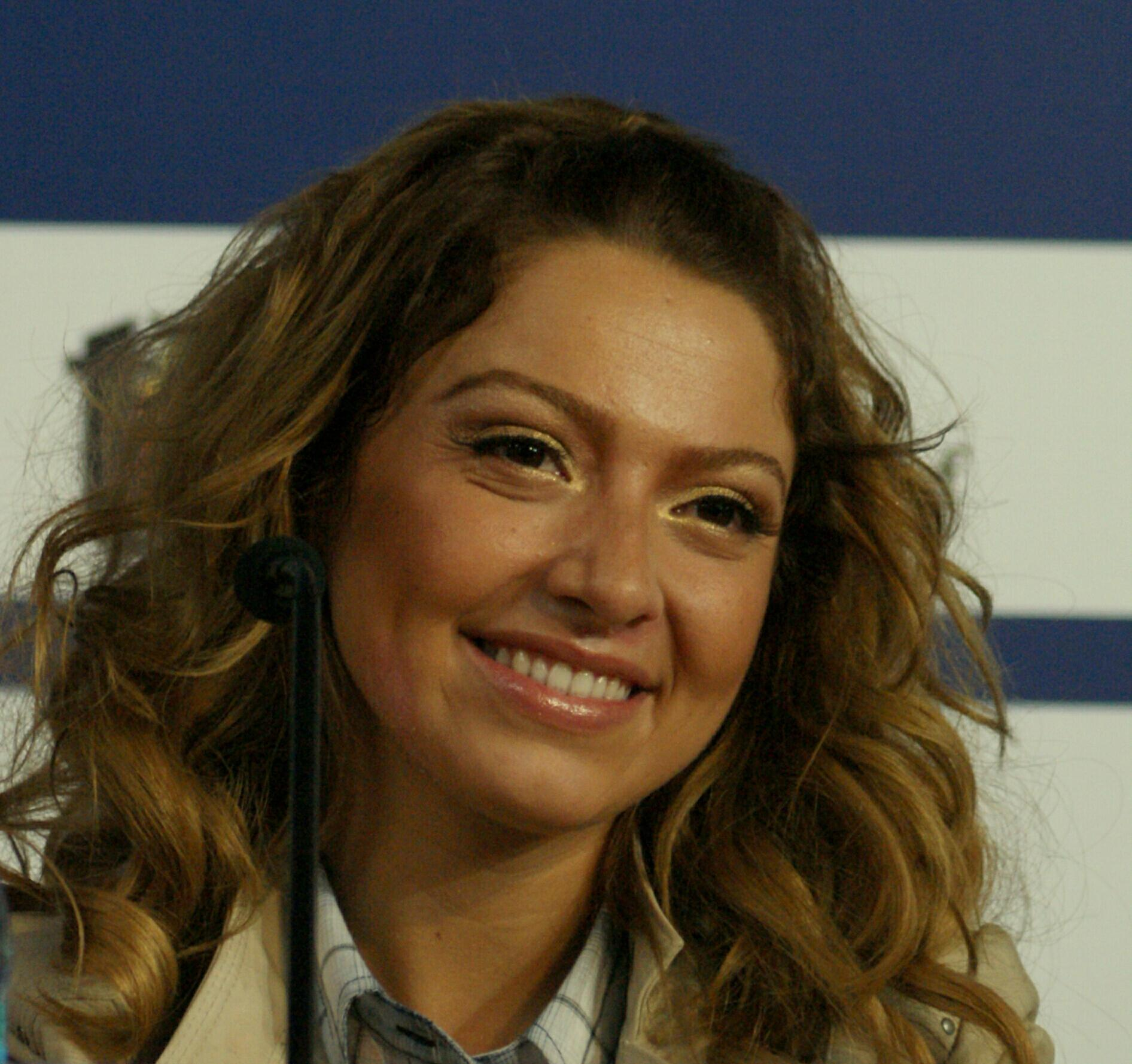
Hadise 2009
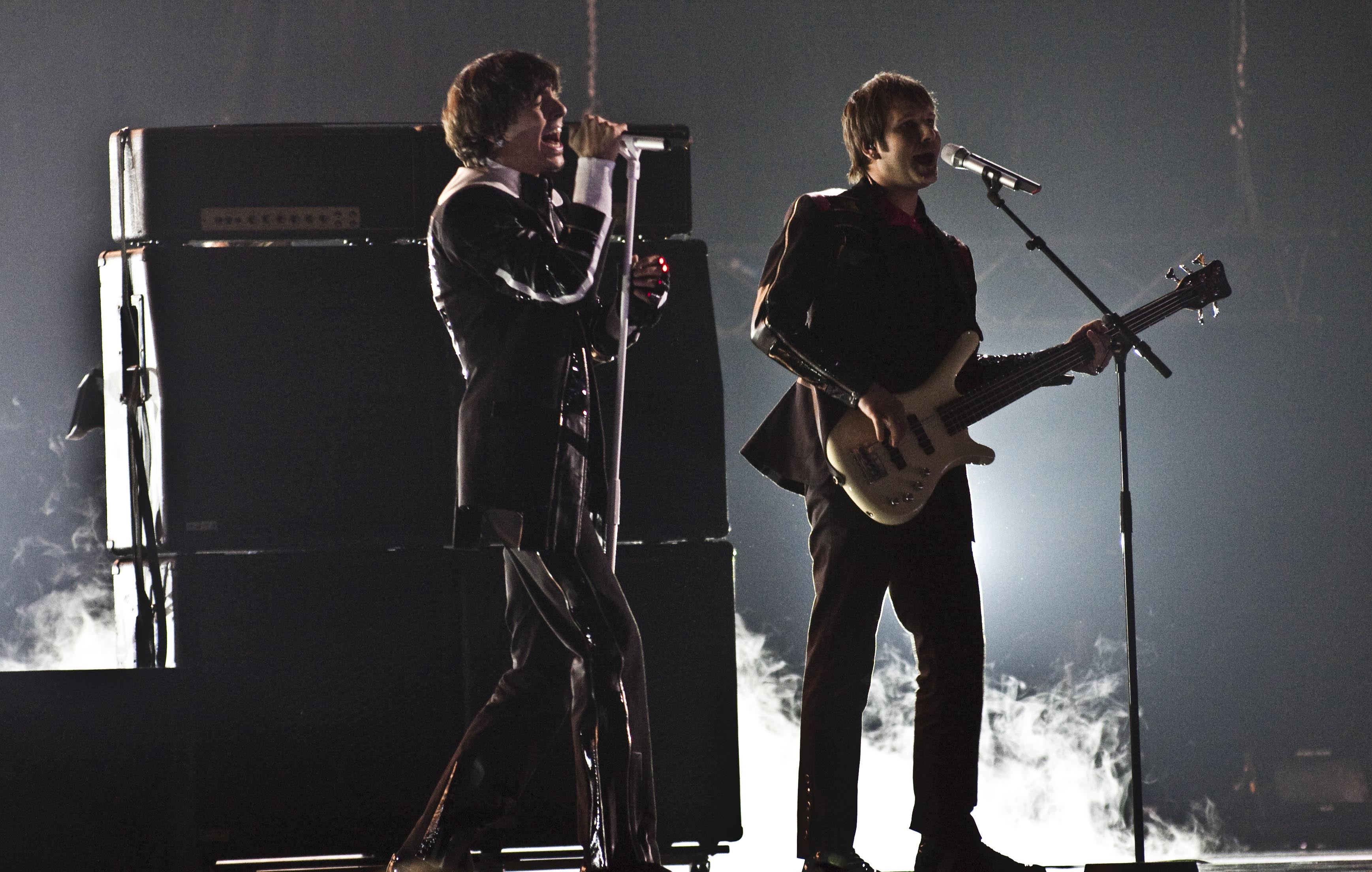
maNga 2010